# Carmen y Lola
Carmen y Lola és una pel·lícula espanyola escrita i dirigida per Arantxa Echevarría, estrenada l'any 2018. És la història d'amor entre dues gitanes, que tracten de viure en l'entorn conservador gitano.
El film forma part de la selecció de la Quinzena dels Directors al Festival de Canes 2018

## Argument
Carmen viu en una comunitat gitana en els suburbis de Madrid. Com qualsevol altra dona que ha conegut, està destinada a viure una vida que es repeteix generació rere generació: casar-se i criar tants nens com sigui possible. Però un dia coneix a Lola, una gitana poc comuna que somia amb anar a la universitat, dibuixa grafits d'ocells i li agraden les dones. Carmen desenvolupa ràpidament una complicitat amb Lola i descobreixen un món que, inevitablement, les porta a ser rebutjades per les seves famílies.

## Repartiment
- Rosy Rodriguez: Carmen
- Zaira Morales: Lola
- Moreno Borja: Paco
- Carolina Yuste: Paqui
- Rafaela León: Flor

## Premis i nominacions

### Premis
- Festival de cinema espanyol Cinespaña de Tolosa 2018: Violette d'or al millor film, premi de la millor interpretació masculina per a Moreno Borja i premi del públic.[6]
- Festival internacional de cinema de dones de Salé 2018: Premi del jurat.[7][8]
- Premis Goya: Millor nou director i actriu secundària (Yuste).

## Nominacions
- Festival de Canes 2018: selecció a la Quinzena dels Directors.
- Premis Goya: 8 nominacions
- Premis Feroz: 4 nominacions, incloent Millor pel·lícula dramàtica

## Crítica
- "Agradable però predictible (...) Reforçada per actuacions simpàtiques (...) Alguns espectadors de la comunitat LGBT la trobaran massa convencional i propera al hetero"[9]
- "La història és convencional fins al punt de ser fluixa (...) Una pel·lícula agradable però lineal, centrada en un sol tema, que és compassiva i sincera, però també massa polida i inofensiva"[10]
- "Arantxa Echevarría trenca el tabú de l'homosexualitat al món gitano amb el seu primer llarg, una pel·lícula naturalista i plena de llum, protagonitzada per dues magnífiques actrius no professionals"[11]
- "Resulta previsible però el molt eficaç treball de les dues noies i el respecte amb que està explicat el seu amor bé mereixen la seva consideració com a primera pel·lícula espanyola de ficció que s'atreveix a transitar amb bon peu per aquests paratges. (…) Puntuació: ★★★ (sobre 5)"[12]